# DSSキンヘイム

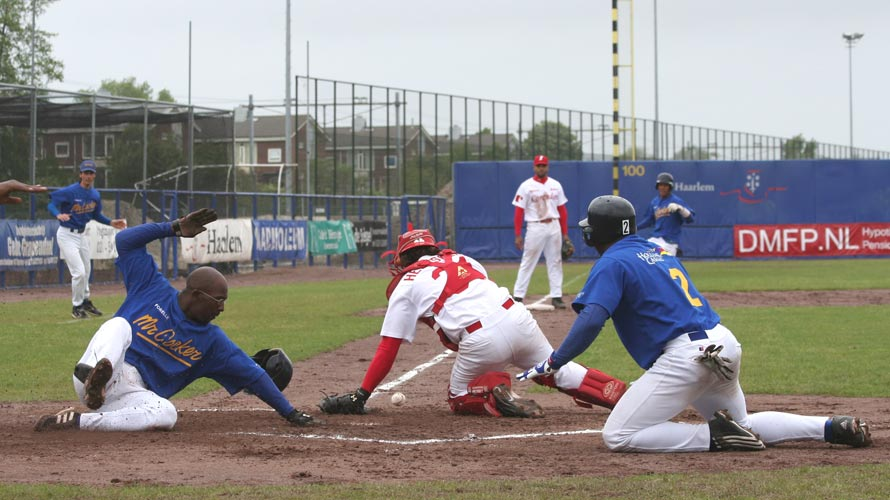
ピム・ミュリエ・スタディオンで行われたミスターコッカーHCAWとの試合

DSSキンヘイム（蘭: DSS/Kinheim、発音: デー・エス・エス・キンヘイム）は、オランダの北ホラント州ハールレムを拠点とする野球チーム。ホーフトクラッセ所属。

## 概要
野球部門とソフトボール部門から成るスポーツクラブ。
1935年創設。ハールレムで最も歴史がある野球・ソフトボールクラブ。
2006年から2015年までの間、スポンサー名の「コレンドン」を冠していた。

## 歴史
- 1935年 - 野球クラブ「キンヘイム」が創設。当時はHCK（Honkbal Club Kinheim）という名称で活動していた。
- 1949年 - ホーフトクラッセ[注 4]に初昇格。
- 1978年 - ホーフトクラッセ初優勝。
- 2007年 - 6月16日に行われたヨーロピアンカップIの決勝で、フランスのルーアン・ハスキーズ'76に3-1で勝利して初優勝を飾った。10月には、前年に続きホーフトクラッセ連覇を達成。ホラント・シリーズ（オランダ語版）の相手は2年連続でコニカミノルタ・ピオニールスであった。
- 2008年 - 6月21日に行われたヨーロピアンカップIの1次ラウンド決勝で、イタリアのグロッセート・オリオールズに3-2で勝利。しかし、ホーフトクラッセとの日程重複を理由にファイナル出場を辞退した[2]。10月には3年連続でホラント・シリーズに進出したが、アムステルダム・パイレーツに敗れ、ホーフトクラッセ3連覇は成らなかった。
- 2020年 - 同じハールレムを拠点とするDSS (野球)（英語版）と統合してDSSキンヘイムとなる。

## 所属選手
2023年シーズン現在